# Luanshya, Zambia
Luanshya  este un oraș  în  provincia Copperbelt, Zambia.